# Amgun'
L'Amgun' (in tunguso Амӈун; in nivkh Ӽыӈгр) è un fiume della Russia siberiana orientale (Territorio di Chabarovsk), affluente di sinistra dell'Amur.
Ha origine dall'unione dei due rami sorgentiferi Ajakit e Sudu, sul versante nordorientale dei monti della Bureja, scorrendo con direzione nordorientale per tutto il suo percorso e assumendo solo verso la foce direzione più orientale; il maggiore affluente è il Nimelen. Attraversa zone pochissimo popolate a causa del clima rigido, coperte dalla taiga e, soprattutto in alcuni tratti del medio e basso corso, interessate da estesi impaludamenti e da permafrost; nell'alto corso il fiume ha invece caratteristiche di corso d'acqua montano.
L'Amgun' è congelato, in media, da fine ottobre al principio di maggio; il regime tipico vede magre invernali e primaverili seguite da abbondanti piene nel periodo compreso fra giugno e settembre, risultato dell'influenza monsonica sul clima del bacino.
Il fiume non incontra nessun centro urbano di rilievo in tutto il suo corso, vista la bassissima densità di popolazione delle regioni attraversate; è navigabile nel medio e basso corso. La più importante attività economica lungo le sue sponde è la pesca (salmone keta, salmone rosa, storione, carpa comune).